# 海勒姆 (緬因州)
海勒姆（英語：Hiram）是一個位於美國緬因州牛津縣的鎮。

## 人口
根據2020年美國人口普查的數據，海勒姆的面積為100.67平方千米，當中陸地面積為97.25平方千米，而水域面積為3.42平方千米。當地共有人口1609人，而人口密度為每平方千米16人。